# Pele Cowley
Pour les articles homonymes, voir Cowley.
Pas d'image ? Cliquez ici

a Compétitions nationales et continentales officielles uniquement.

b Matchs officiels uniquement.
Dernière mise à jour le 20 octobre 2023.
Pele Cowley, né le 16 avril 1993 à Tokoroa en Nouvelle-Zélande, est un joueur international samoan de rugby à XV, évoluant au poste de demi de mêlée.

## Biographie

### Jeunesse et formation
Pele Cowley naît à Tokoroa en Nouvelle-Zélande, il est originaire des villages samoans de Vaigaga, Toamua et Solosolo (en) et donc de ces îles par ses grands-parents maternels qui ont quittés les Samoa pour s'installer en Nouvelle-Zélande en 1955. Son cousin, Sean Maitland, est un joueur international écossais de rugby à XV, ils grandissent ensemble à Tokoroa pendant leur jeunesse,.
Par la suite, il déménage à Auckland avec sa famille et est scolarisé dans la Mount Albert Grammar School (en) (MAGS) où il joue pour l'équipe de rugby de l'établissement aux côtés du capitaine Michael Fatialofa (en) avec qui il remporte le championnat national en 2010,.
Après ses études dans la MAGS, il intègre les rangs de l'Academy (centre de formation) de la Auckland Rugby Football Union pendant trois années. Il évolue également avec l'équipe development (réserve) de la région. Parallèlement, il joue pour les clubs de Suburbs Rugby Football Club et de Pukekohe Rugby Club,.
Durant sa jeunesse, il évolue au poste de demi d'ouverture avant d'être fixé au poste de demi de mêlée, il joue notamment avec Scott Malolua pendant cette période qui est son futur coéquipier et concurrent en sélection nationale par la suite.
En parallèle de sa carrière de rugbyman professionnel, il réalise un apprentissage en menuiserie. 

### Carrière en club
Pele Cowley change ensuite de région lorsque Tana Umaga lui donne l'opportunité de jouer avec les Counties Manukau en NPC (championnat des provinces néo-zélandaises) pour la saison 2015 (en). Il fait alors ses débuts professionnels avec ces derniers lors d'une rencontre face à la Northland Rugby Union. Il dispute quatre rencontres et inscrit un essai lors de cette saison. Après cette première saison en NPC, il signe un contrat d'intérimaire ainsi qu'un contrat de joueur de remplacement avec la franchise des Chiefs, évoluant en Super Rugby, avant de se blesser lors d'un match avec l'équipe réserve de la franchise. 
En 2016, il change de province et signe un contrat de deux saisons pour Waikato où il prend part à cinq rencontres dont deux titulaires lors de sa première saison,. À l'issue de la saison 2016 (en) de NPC, il rejoint la province galloise des Cardiff Blues en tant que joker médical. Là-bas, il ne joue que des matchs de coupe anglo-galloise et de British and Irish Cup pendant la saison 2016-2017. À la suite de cette saison au pays de Galles, il retourne à Waikato pour la saison 2017 (en). 
Durant l'année 2018, il quitte Hamilton pour retourner à Auckland et jouer au rugby en club au sein du Ponsonby RFC (en). L'année suivante, il remporte le Gallaher Shield (en) avec cette équipe.
Ensuite en 2020, il rejoint l'équipe des Gilgronis d'Austin, basée à Austin aux États-Unis et évoluant en Major League Rugby. Plus tard la même année, il rejoue pour la province des Counties Manukau, lors de la saison 2020 (en) de NPC. Il dispute trois matchs lors de cette saison.
L'année suivante, il fait son retour dans l'effectif des Gilgronis d'Austin. Il dispute également une troisième saison avec cette équipe avant que cette dernière ne soit disqualifiée de la Major League Rugby,.
Pour la saison 2023 de NPC, il est inclus dans l'effectif de la province d'Auckland, où il a été formé auparavant. Il dispute son premier et unique match de la saison à l'occasion de la quatrième journée contre Manawatu en tant que remplaçant,.

### En équipe nationale
Il est sélectionné pour la première fois avec l'équipe des Samoa en octobre 2014. Il obtient sa première cape internationale le 8 novembre 2014 à l’occasion d’un test-match contre l'équipe d'Italie à Ascoli Piceno,.
Il évolue ensuite avec l'équipe des Samoa A (en) en World Rugby Pacific Challenge en 2015, puis participe à la Coupe des nations du Pacifique avec l'équipe des Samoa. La même année, il manque la Coupe du monde à cause d'une blessure à l'épaule survenue durant la Coupe des nations du Pacifique.
En 2019, il est appelé pour participer à la Coupe des nations du Pacifique. Il est de nouveau retenu par le sélectionneur Steve Jackson (en), afin de remplacer son ami d'enfance Scott Malolua qui s'est blessé, dans le groupe samoan pour disputer la Coupe du monde au Japon,. Il dispute trois matchs lors de la compétition, contre l'Écosse, le Japon et l'Irlande. Durant la rencontre contre l'Écosse, il affronte notamment son cousin Sean Maitland.

## Palmarès

### En équipe nationale
- 15 sélections avec les Samoa.
- 0 point.

- Participation à la Coupe du monde en 2019 (3 matchs).